# Hakea invaginata
Hakea invaginata är en tvåhjärtbladig växtart som beskrevs av Brian Laurence Burtt. Hakea invaginata ingår i släktet Hakea och familjen Proteaceae. Inga underarter finns listade i Catalogue of Life.